# جون يندلي
جون يندلي (بالإنجليزية: John Lindley)‏ هو منتج أفلام ومصور سينمائي أمريكي، ولد في 17 نوفمبر 1951 في نيويورك في الولايات المتحدة.

## وصلات خارجية
- الموقع الرسمي
- جون يندلي على موقع IMDb (الإنجليزية)
- جون يندلي على موقع ألو سيني (الفرنسية)
- جون يندلي على موقع أول موفي (الإنجليزية)
- جون يندلي على موقع بوكس أوفيس موجو (الإنجليزية)
- جون يندلي على موقع قاعدة بيانات الأفلام السويدية (السويدية)
- جون يندلي على موقع قاعدة بيانات الأفلام السويدية (السويدية)
- جون يندلي على موقع قاعدة بيانات الفيلم (الإنجليزية)
- جون يندلي على موقع كينوبويسك (الروسية)